# Нова Каталонія

Нова і Стара Каталонія у XII ст.

Нова Каталонія (кат. Catalunya Nova) — назва території, яку в XII ст. захопив і приєднав до своїх володінь граф Рамон Баранґе IV (йдеться про південь сучасної Автономної області Каталонія, а не про арагонські території), тобто про колишні тайфи Льєйди (1149) та Туртози (1148).
Межа Нової Каталонії приблизно збігається з межею між східною і західною групою діалектів каталонської мови.
Ця назва з'явилася у XIII ст. для того, щоб відрізнити правову систему Старої Каталонії (лат. Catalunya Vella) (на північ від річки Любрагат) з її жорсткішою системою феодальних повинностей, і ліберальніші південні території. Головною метою запровадження нової правової системи на відвойованих від мусульман землях було її швидке залюднення християнським населенням після вигнання мусульман.
Сьогодні термін Нова Каталонія часто вживається для позначення південних районів (кумарок) Автономної області Каталонія.